# Échevis
Échevis – miejscowość i gmina we Francji, w regionie Owernia-Rodan-Alpy, w departamencie Drôme.
Według danych na rok 1990 gminę zamieszkiwało 36 osób, a gęstość zaludnienia wynosiła 3 osób/km² (wśród 2880 gmin regionu Rodan-Alpy Échevis plasuje się na 1580. miejscu pod względem liczby ludności, natomiast pod względem powierzchni na miejscu 979.).